# Contea di Somervell
La contea di Somervell, in inglese Somervell County, è una contea dello Stato del Texas, negli Stati Uniti. La popolazione al censimento del 2010 era di 8 490 abitanti. Il capoluogo della contea è Glen Rose. Il suo nome deriva da Alexander Somervell, segretario di guerra della Repubblica del Texas.

## Geografia
| Anno | Popolazione | ±%     |
| ---- | ----------- | ------ |
| 1880 | 2,649       | Note:  |
| 1890 | 3,419       | 29.1%  |
| 1900 | 3,498       | 2.3%   |
| 1910 | 3,931       | 12.4%  |
| 1920 | 3,563       | −9.4%  |
| 1930 | 3,016       | −15.4% |
| 1940 | 3,071       | 1.8%   |
| 1950 | 2,542       | −17.2% |
| 1960 | 2,577       | 1.4%   |
| 1970 | 2,793       | 8.4%   |
| 1980 | 4,154       | 48.7%  |
| 1990 | 5,360       | 29.0%  |
| 2000 | 6,809       | 27.0%  |
| 2010 | 8,490       | 24.7%  |

Secondo l'Ufficio del censimento degli Stati Uniti d'America la contea ha un'area totale di 192 miglia quadrate (500 km²), di cui 186 miglia quadrate (480 km²) sono terra, mentre 5,5 miglia quadrate (14 km², corrispondenti al 2,9% del territorio) sono costituiti dall'acqua.

### Strade principali
- U.S. Highway 67
- State Highway 144

### Contee adiacenti
- Hood County (nord)
- Johnson County (est)
- Bosque County (sud)
- Erath County (ovest)

## Media
Nella contea sono pubblicati due giornali: il Glen Rose Reporter e il Glen Rose Newspaper.